# Centro Português de Serigrafia
O Centro Português de Serigrafia (CPS) é uma entidade de cariz cultural fundada em 1985 por António Prates. Tem como objetivos promover, editar e divulgar a obra gráfica original e os múltiplos de arte de artistas contemporâneos, portugueses e estrangeiros, especialmente junto dos seus sócios que têm acesso privilegiado às obras editadas.
Com um ateliê especializado localizado no centro de Lisboa, realiza edições de arte contemporânea, limitadas e assinadas pelos artistas, nas técnicas de Serigrafia, Gravura, Litografia, Fotografia e Arte Digital. Segue um modelo editorial eclético e formativo. Em 2018 já tinha editado mais de 2.800 obras de cerca de 600 artistas de 25 nacionalidades distintas, como os portugueses Artur Bual, Cargaleiro, Cesariny, Cruzeiro Seixas, Nadir Afonso, José de Guimarães, Júlio Pomar, Pedro Calapez, Vhils e o britânico Allen Jones, o alemão Peter Klasen, o francês Jacques Monory ou o islandês pós-modernista Erró.
O CPS tem dado um forte contributo na dinamização do panorama cultural português através das exposições que promove e que se distinguem por se dedicarem em específico à obra gráfica do artista exposto. Entre as exposições realizadas destacam-se as de artistas como Antoni Tàpies, Joseph Beuys, Paula Rego, Pablo Picasso, Salvador Dalí e Le Corbusier.
Outro modo como a sua influência e visível na promoção da arte em Portugal, é através dos seus sócios. Estes acedem a um conjunto de vantagens e beneficiam de um modelo de sócio único e inédito que permite a troca direta de quotas por obras de arte, tornando a arte mais acessível para o consumidor comum. Em 2018, o CPS já tinha contribuído para as coleções de arte de mais de 13.000 sócios.

## História
O CPS foi fundado em 1985 por António Prates, detentor na altura da Galeria de São Bento, com a ideia de se tornar um "clube de arte". Foi inaugurado com uma serigrafia de Manuel Cargaleiro. A Serigrafia seria de resto, a técnica eleita nos primeiros anos de edições. Entretanto, outros nomes foram sendo acrescentados aos artistas editados, como Cruzeiro Seixas, António Palolo, Artur Bual, Lagoa Henriques, Paulo Ossião, Maluda, Molina, ou, mais recentemente, Júlio Pomar, José de Guimarães, Sofia Areal, Gracinda Candeias, Arq. Siza Vieira, Arq. Souto de Moura, entre muitos outros.

Em 1992, António Prates convidou o irmão, João Prates, a dirigir o Centro, sendo este ainda hoje o diretor-geral.
Demonstrando o seu dinamismo e inovação, em 1994 o CPS lançou o seu website (www.cps.pt) tendo este sido posteriormente atualizado em 2003 e em 2015[4] já com loja online.
Também em 1994, aproveitando a riqueza criativa dos gravadores portugueses, o CPS inicia as Edições de Gravura com uma obra de Manuela Pinheiro, tendo realizado entretanto mais de 250 edições, onde marcam presença os artistas gravadores David de Almeida, José Faria, Irene Buarque, Madalena Fonseca, Humberto Marçal, Maria Beatriz ou Maria Tomás.
Perante o rápido crescimento do CPS, em 2000 inaugurou novas e alargadas instalações, a atual Sede em Lisboa, incluindo um espaço de exposições temporárias exclusivas de obra gráfica (o primeiro e único na altura no país), um espaço para seleção de obras, e um espaço expositivo com as edições mais recentes.[4]
Em 2001 no sentido de preservar técnicas tradicionais praticamente em desuso em Portugal, o CPS dá início às edições de Litografia sobre pedra, com uma obra da pintora Helena Abreu[3] procurando estimular novas gerações de artistas.
Em 2003 abre o seu novo ateliê em amplas instalações no centro de Lisboa no qual pretende incrementar a edição e a divulgação da obra gráfica nas suas vertentes: serigrafia, gravura, litografia. Este é também um espaço de exploração criativa entre várias disciplinas atentas à inovação e ao potencial de novos projetos. Com a abertura deste novo ateliê, o CPS expande-se também, ainda em 2003, para o mundo da estampa digital, coincidindo com a exposição de Evelyn Hellenschmidt e, em 2005, inicia as edições de Fotografia com uma série de Carlos Calvet, expandido o universo da imagem artística.

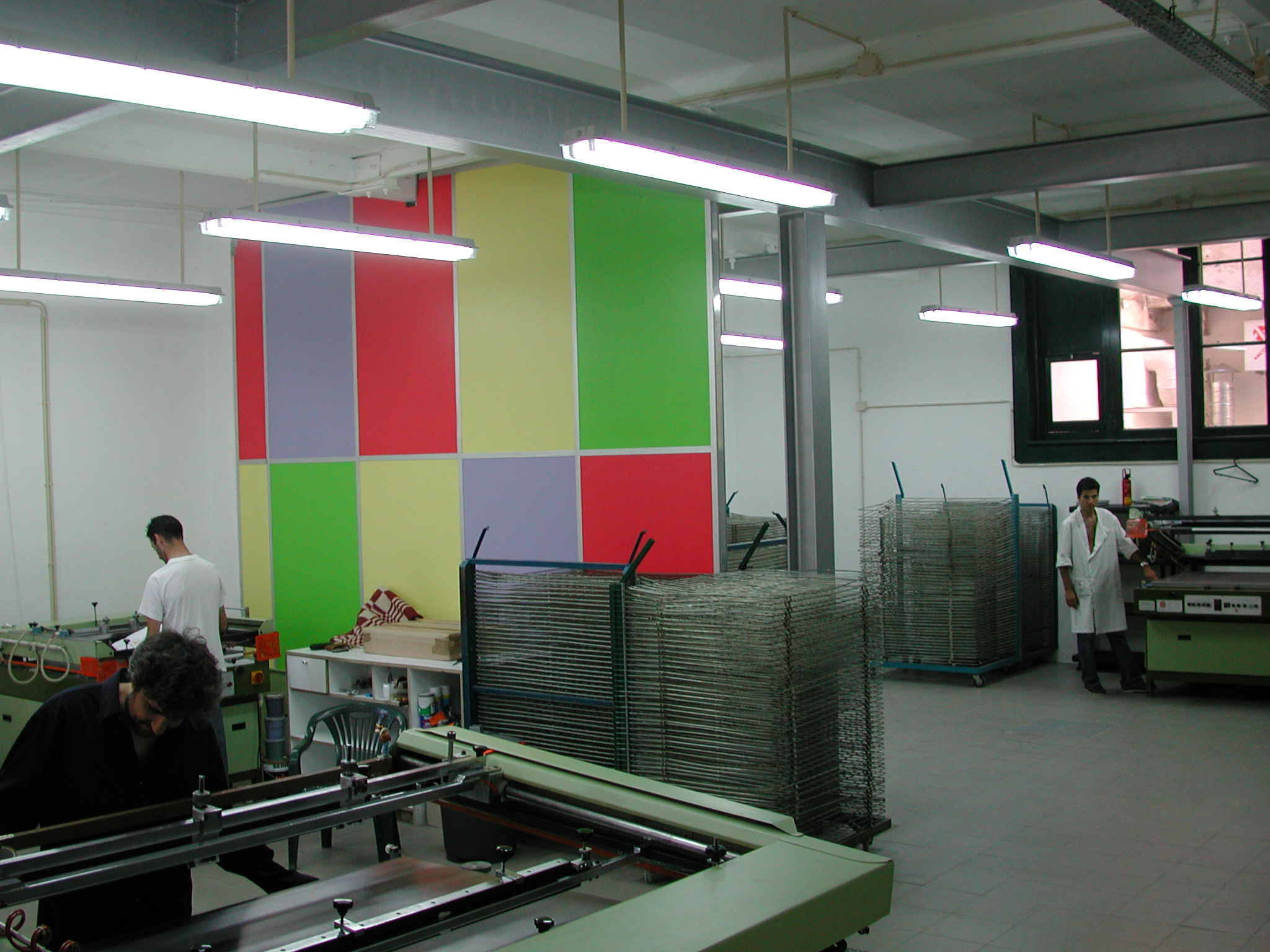
Divisão de serigrafia do atual ateliê do CPS

Em Abril de 2008, dá-se a abertura de uma segunda galeria no CCB, que permitiu uma nova visibilidade expositiva e reforçou a proximidade dos Sócios ao universo de arte contemporânea.

### Boletins e Revistas CPS
Devido ao seu êxito, desde 1988 que o CPS distribui gratuitamente correspondência aos seus sócios sobre a forma de um boletim ou revista. Iniciou-se como um boletim aos seus sócios com as suas edições e outros acontecimentos do CPS[2]. Mais tarde, em 1994, o boletim deu lugar à revista "Galeria de Arte": lançada em Março de 1994 e com publicação trimestral, incorporando agora também reportagens, notícias, entrevistas, etc. sobre o mundo ibérico das Artes Plásticas, tendo sido distribuída até 1998. Após 1998, passou a ser distribuída a revista "Catálogo de Arte", anualmente, e outras pontuais, novamente focadas no trabalho do Centro. Esta foi distribuída até 2004, dando lugar em 2005 à revista "Arte: Edições de Arte Contemporânea", ainda hoje distribuída.

## Edições
O CPS editou mais de 2800 edições de arte, das quais mais de 1100 de serigrafia e mais de 400 de gravura, de mais de 550 artistas de 25 diferentes nacionalidades, com maior incidência em artistas portugueses.
Dos artistas editados portugueses destacam-se Artur Cruzeiro Seixas, José de Guimarães, Júlio Pomar, Leonel Moura, Manuel Cargaleiro, Mário Cesariny, Pedro Calapez e Vhils.
Dos artistas editados internacionais destacam-se Allen Jones, Antonio Seguí, Erró, Jacques Monory, Ken Rinaldo, Luís Feito, Peter Klasen e Rafael Canogar.
As edições de arte eram realizadas no APG (Atelier Português de Gravura), já pertencente ao CPS.No entanto, em 2003 com a abertura das instalações do novo Atelier CPS, passaram-se a fazer aí todas as suas edições.  Neste ateliê foram e são realizadas as edições de serigrafia, antes coordenadas pelo falecido Rui Alves e agora por Luís Azevedo, que também dirige as de impressão digital e fotografia, assim como as de litografia e gravura, coordenadas por Mestre Humberto Marçal.

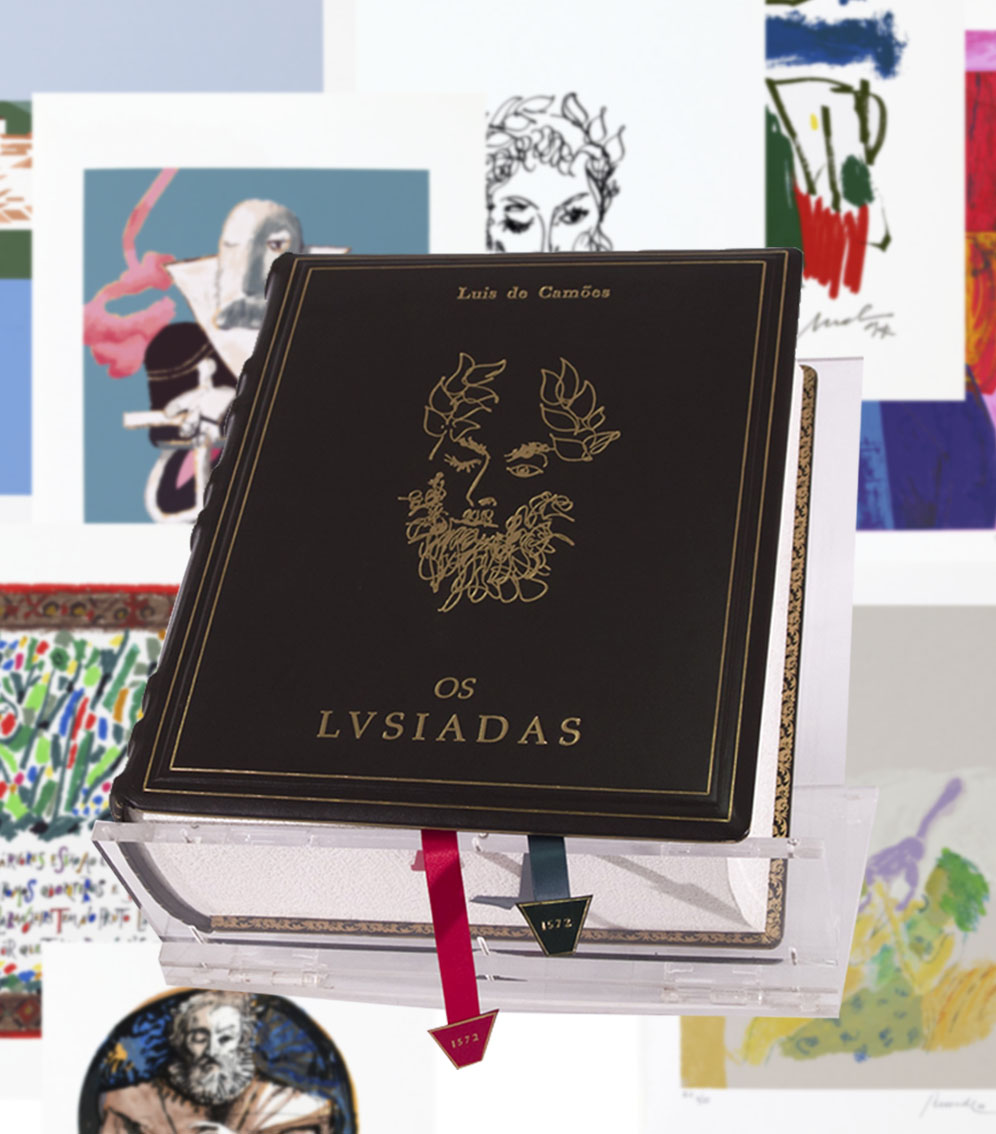
Edição do CPS Os Lusíadas

### Marcos Editoriais
- "A Arte e o Vinho", iniciada em 1990, aclamada e ainda hoje presente nos projetos correntes do CPS, em que junta conhecidos vinhos portugueses, apresentando rótulos, por sua vez, concebidos por reconhecidos artistas nacionais, com uma serigrafia, respetiva ao rótulo.[19]
- "Os Lusíadas", em 1995, uma edição da epopeia Os Lusíadas com a participação de 14 conceituados artistas: Artur Bual, Cargaleiro, Cesariny, Cutileiro, Eurico Gonçalves, Fernando Lanhas, José Rodrigues, João Vieira, Lima de Freitas, Luís Pinto Coelho, Júlio Pomar , Júlio Resende e Siza Vieira.[13][20]

- "A Arte e o Livro", iniciada em 1995, composta por sete livros integralmente impressos em serigrafia, integrando ainda uma serigrafia. Compreende os livros "Narrativas de Sonho e Textos Automáticos" de Eurico Gonçalves, "Corpo Visível" e "Uma Combinação Perfeita" de Mário Cesariny, "O Infante Cósmico" de Artur Bual, "Papier Libre de Rico Sequeira, "El Deseo es un Agua" de António Jimenez e "Local Onde o Mar Naufragou" de Cruzeiro Seixas.[13][21]
- A edição "Arte e Poesia",  também iniciada em 1995, colocando em diálogo a imagem e a palavra poética.[13]
- O álbum "Fado", em 1998, com serigrafias de Francisco Simões e textos de 28 personalidades, incluindo Amália.[13]
- O álbum de arte de Manuel Cargaleiro e Vasco Graça Moura "Oito Canções de Outono - Sequência em Contraponto", em 2006.[20]
- A edição da primeira Gravura criada por um Robot, também em 2006, de Leonel Moura.[13]
- O álbum de arte de Malangatana “Canto Mitológico”, ainda em 2006.[20]
- Em 2008, a celebrar 35 anos do Ar.Co e dos 15 anos da Casa da Cerca - Centro de Arte Contemporânea de Almada, o CPS editou uma coleção de serigrafias intitulada “Cor”, que integrou a exposição homónima na Casa da Cerca e para a qual participaram 15 ilustradores portugueses, entre os quais, Alex Gozblau, André Carrilho, André Letria e Nuno Saraiva. Cada autor desenvolveu o seu projeto sob a premissa de uma cor eleita para o efeito.[11]

- Edição do livro-objeto "ATA", em 2010, motivada pela exposição «...AND THEN AGAIN...» realizada no Pavilhão Preto do Museu da Cidade, com o apoio do Royal College of Art reunindo 31 artistas portugueses e britânicos.[22]

- A milésima serigrafia do CPS em 2011, intitulada “Cerimónia Lunar” e realizada sobre tela, cujo artista eleito foi o consagrado surrealista português Cruzeiro Seixas, um dos artistas mais editados pelo Centro e um dos mais aclamados pelos Sócios.[11]

- “Mulher Caracol”, a edição de luxo realizada em 2013, em parceria com a Vista Alegre, da autoria de Querubim Lapa, composta por uma serigrafia e uma escultura em cerâmica.[20]
- A primeira serigrafia de José de Guimarães editada pelo CPS em 2014, intitulada “Tanta foi Tormenta e a Vontade”, sobre papel exclusivo de algodão de 600 gramas com marca de água a laser.[23]
- A Coleção “12 Serigrafias de Arquitect@s”, comissariada por Manuel Graça Dias, iniciativa da Ordem dos Arquitectos e do CPS, integrada nas comemorações do Dia Mundial da Arquitectura, em 2014. Sob a forma de um luxuoso álbum, reúne obras de Siza Vieira e de Eduardo Souto de Moura, entre outros prestigiados arquitectos, formando um conjunto de valor, abrangente e representativo do panorama da arquitectura portuguesa contemporânea.[20]
- A serigrafia do mundialmente aclamado Vhils, em 2015, no contexto de uma das exposições que assinalaram os 30 anos do CPS, intitulada “1/81” e para a qual foram também editados os artistas Paulo Arraiano, Ricardo Passaporte, Miguel Januário (maismenos), Pedro Matos, Sandro Resende, Susana Anágua e Ana João Romana.[11]
- Em 2015 e também no âmbito da celebração dos 30 anos do CPS, a edição da primeira serigrafia de Júlio Pomar no CPS, intitulada “Um ar que lhe deu”. Seguiu-se em 2016 uma nova edição que incluiu as técnicas de serigrafia, gravura, digital print e colagem, e que veio a confirmar-se ter sido a última edição de Júlio Pomar realizada pelo CPS.[24]
- Também em 2016, o álbum de arte “Whiiims” composto por 16 serigrafias de Rico Sequeira, uma abordagem contemporânea às célebres gravuras Los Caprichos de Goya, cujo título - uma onomatopeia que remete para a tradução de caprichos (em inglês, whims) - acentua a influência e gosto pela banda desenhada no percurso do artista.[25]
- No contexto da celebração dos 20 anos da EGEAC, a coleção “Ler e Ver Lisboa” editada em 2017, reuniu obras de 16 ilustradores portugueses inspiradas em vários locais da cidade. Uma coleção em parceria com a EGEAC e com a Associação Cultural Prado. [26]
- As edições de serigrafia, gravura e fotografia de João Francisco Vilhena, em 2018, que assinalaram os 20 anos da atribuição do Prémio Nobel da Literatura a José Saramago. [27]
- Edição dos albuns "O mais Secreto Gesto" e "Diário Não Diário" de Cruzeiro Seixas, em 2019.
- Edição da Serigrafia "A Arte Liga-nos", em 2020, sendo a primeira serigrafia produzida no Atelier CPS no pós-confinamento, para doação a 19 Hospitais e outras entidades envolvidas no combate à COVID-19, tendo sido os restantantes exemplares destinados a angariar fundos para o Banco Alimentar e para a Cerci Oeiras. Esta incluiu a participação de Cristina Ataíde, Gracinda Candeias, José de Guimarães, Leonel Moura, Marçal, Pedro Calapez, Rico Sequeira, Silva Palmeira e Sofia Areal.
- Edição dos primeiros dois NFTs pelo CPS, "Machine Beauty I" e "Machine Beauty II" com base num algoritmo de inteligência artificial de Leonel Moura, em 2021.
- O album de arte "inlcuir", me 2021, composto por 10 estampas digitais de 10 artistas outsiders da Casa de Saúde do Telhal em parceria com a mesma e com o projeto Carpe Diem Arte e Pesquisa.[28]
- O conjunto de 5 obras com oferta de livro-objeto "Impresões", em 2021, em parceria com a Associção Cultural Prado, incluindo a participação de cinco artistas e cinco escritoes com o objetivo de olhar, repensar e valorizar técnicas artísticas de impressão utilizadas no séc. XXI. Esta incluiu uma serigrafia de João Fazenda com texto de Rui Cardoso Martins, uma litografia de António Jorge Gonçalves com texto de Rui Zink, uma gravura em relevo de Maria João Worm com texto de Mário de Carvalho, uma gravura em profundidade de Pedro Proença com texto de Rita Taborda Duarte, e uma impressão digital de Alex Gozblau com texto de Patrícia Portela.
- Edição da obra "Tributo ao Bailado" de António Carmo, com a participação especial do jovem prodígio do ballet clássico António Casalinho.
- O album "Free Frame", em 2022, comemorando os 20 anos do Festival de Animação de Lisboa Monstra reunindo 20 dos mais importantes realizadores de animação de 20 diferentes países. Inclui a participação dos realizadores Alê Abreu, Alexander Petrov, Amanda Forbis, Ferenc Cakó, Georges Schwizgebel, Jean-François Laguionie, Joanna Quinn, José Miguel Ribeiro, Katarina Lillqvist, Koji Yamamura, Michaël Dudok de Wit, Michaela Pavlátová, Miguelanxo Prado, Pablo Zaramella, Piotr Dumala, Priit Pärn, Raimun Krumme, Regina Pessoa, Roberto Catani, Špela Čadež, e Wendy Tilby.
- O Album "Mulheres Saramaguianas", edição especial no âmbito das comemorações do centenário de José Saramago editado em parceria com a Fundação José Saramago. Composto por seis serigrafias e gravuras inéditas de artistas portugueses, acompanhadas de textos de escritoras, também eles inéditos, sobre seis personagens femininas do Prémio Nobel português. Este inclui as serigrafias e gravuras: "Blimunda", de José de Guimarães com texto de Lídia Jorge, "Gracinda Mau-Tempo", de Miguel Januário com texto de Dulce Maria Cardoso, "Joana Carda", de Graça Morais com texto de Ana Luísa do Amaral, "Maria Sara" de Ana Romãozinho com texto de Adriana Lisboa, "morte" de Manuel João Vieira com texto de Djaimilia Pereira de Almeida, e "mulher do médico" de Joana Villaverde com texto de Ana Margarida Carvalho.

## Exposições

### 1996
- Exposição de vários artistas na África do Sul, integrada no Mês Cultural Português;[13]

### 2000
- Exposição de Antoni Tàpies na Galeria sede do CPS;[11]Tàpies, Obra Gráfica, Exposição em 2001

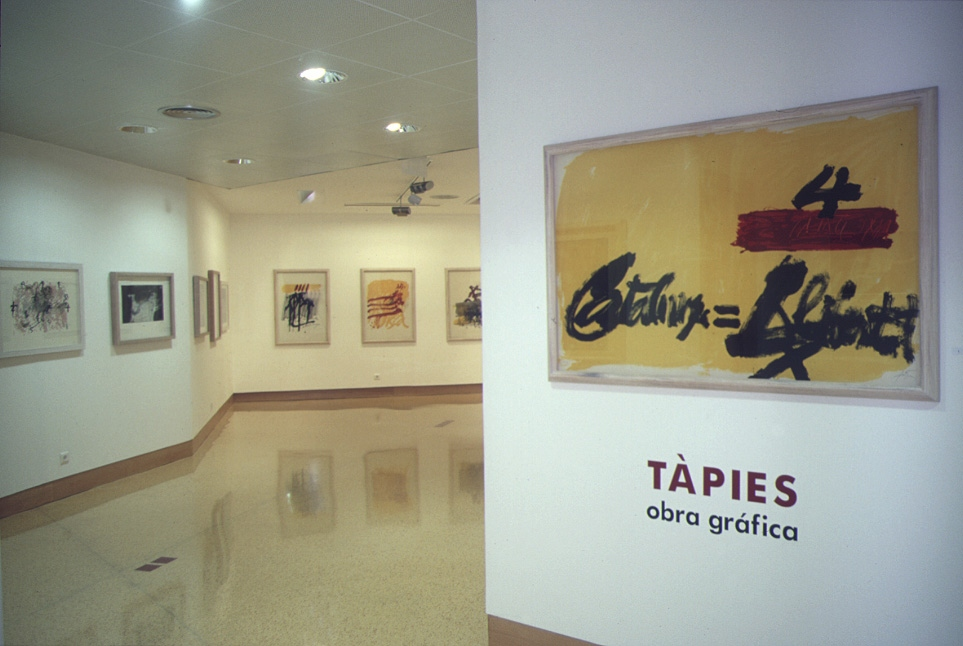
Tàpies, Obra Gráfica, Exposição em 2001

### 2001
- "Difesa della Natura" de Joseph Beuys na Galeria sede do CPS;[11]
- Exposição de Júlio Resende na Galeria sede do CPS;[11]

### 2002
- "Gravuras Recentes" de David de Almeida na Galeria sede do CPS;[11]
- "As Meninas" de Manolo Valdés na Galeria sede do CPS;[11]

### 2003
- "Hintergrund" de Evelyn Hellenschimdt na Galeria sede do CPS;[11]
- "Art Show Portugal" de Ronnie Wood na Galeria sede do CPS;[11]
- Exposição de Xavier Vilató na Galeria sede do CPS;[11]

### 2004
- "Olhar Além" de Sakia Moro na Galeria sede do CPS;[11]
- "A Arte do Silêncio" de Esther Villalobos na Galeria sede do CPS;[11]
- Exposição de João Hogan na Galeria sede do CPS;[11]
- Exposição de Canogar na Galeria sede do CPS;[11]

### 2005
- "Morfometrias" de Nadir Afonso na Galeria sede do CPS;[11]Exposição "Morfometrias" de Nadir Afonso, 2005

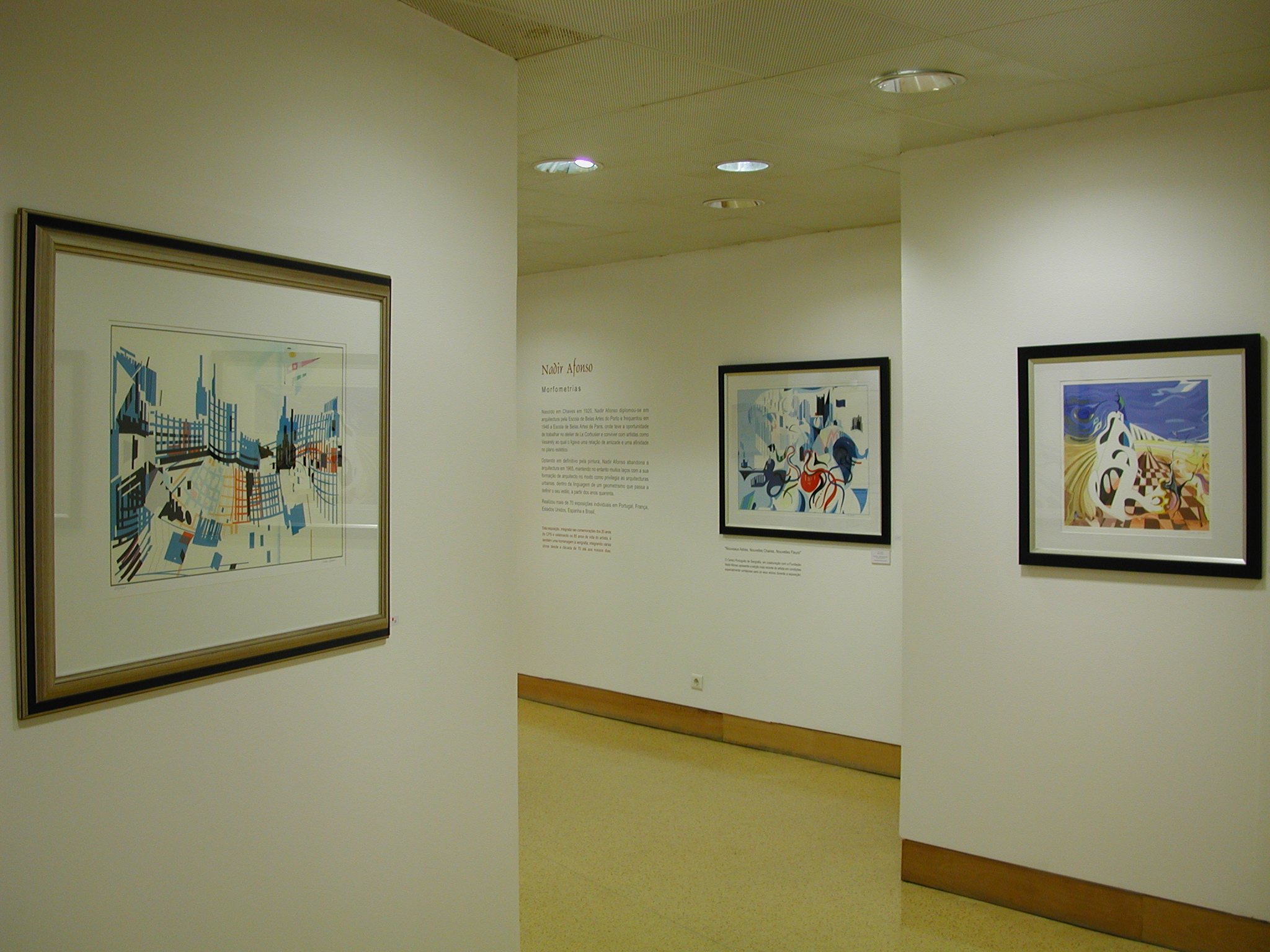
Exposição "Morfometrias" de Nadir Afonso, 2005

- "A Mulher, As Formas do seu Mundo" de vários artistas na Galeria sede do CPS;[11]
- "Arquipélagos da Via Láctea" de Darocha na Galeria sede do CPS;[11]
- "Arte e Poesia" de vários artistas na Galeria sede do CPS;[11]
- "Horizontes Múltiplos" de Carlos Calvet na Galeria sede do CPS;[11]

### 2006
- "Essência do Feminino" de Helena Abreu na Galeria sede do CPS;[11]
- "A Cidade Revisitada" de José Pádua na Galeria sede do CPS;[11]
- "Impressões Múltiplas, 20 Anos do Centro Português de Serigrafia" de vários artistas no Museu da Água;[11]
- "O Amor do Visível" de Silva Palmeira na Galeria sede do CPS;[11]
- "Rituais de Luz" de Branislav Mihajlovic na Galeria sede do CPS;[11]

### 2007
- "Expressões, Gravura Contemporânea" de vários Artistas na Galeria sede do CPS;[11]
- "Andante - Espaços de Trânsito" de Júlio Castro na Galeria sede do CPS:[11]
- "Variações para a Mesma Paleta" de Eurico Gonçalves na Galeria sede do CPS[11]
- "Oito Canções de Outono" e "Sequência em Contraponto" de Vasco Graça Moura e de Manuel Cargaleiro, respetivamente ,na Galeria sede do CPS
- "Suite Lysistrata e Série 347" de Pablo Picasso na Galeria sede do CPS;[9][29]

### 2008
- Exposição de Salvador Dali na inauguração do espaço CPS do CCB;;[10]"Dalí – 100 gravuras da Divina Comédia de Dante" (inauguração do CPS no CCB, 2008)

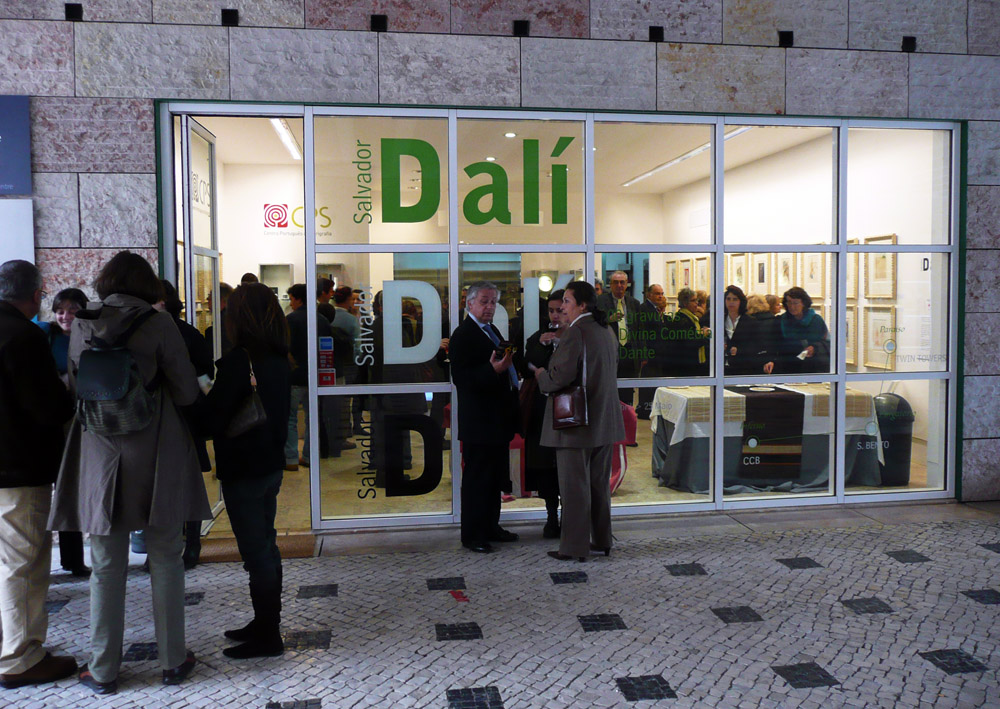
"Dalí – 100 gravuras da Divina Comédia de Dante" (inauguração do CPS no CCB, 2008)

- "40 Anos de Olhar" de António Homem Cardoso na Galeria sede do CPS;[11]
- "50 Anos de Gravura e Serigrafia" de Espiga Pinto na Galeria sede do CPS;[11]
- Exposição de Paula Rego na nos espaços no CCB e nas Twin Towers do CPS;[11]
- "Bioarte, Uma Nova Forma de Arte" de Harold Cohen, Ken Rinaldo, Leonel Moura e Suzanne Anker na Galeria sede do CPS;
- "Cor - Exposição de Ilustração comemorativa dos 35 anos do Ar.Co e dos 15 anos da Casa da Cerca" de vários artistas na Casa da Cerca;[11]

### 2009
- "Sugestões para o Futuro" de Cruzeiro Seixas na Galeria sede do CPS;[11]
- "Datura e suas Senescências" de Gracinda Candeias no espaço CPS do CCB;[11]
- "A Grandeza do Múltiplo" de Joseph Beuys, Paula Rego, Salvador Dalí e Xavier na Galeria sede do CPS;[11]
- Exposição de Le Corbusier no espaço CPS do CCB;[11]Exposição de LeCorbusier do CPS no CCB

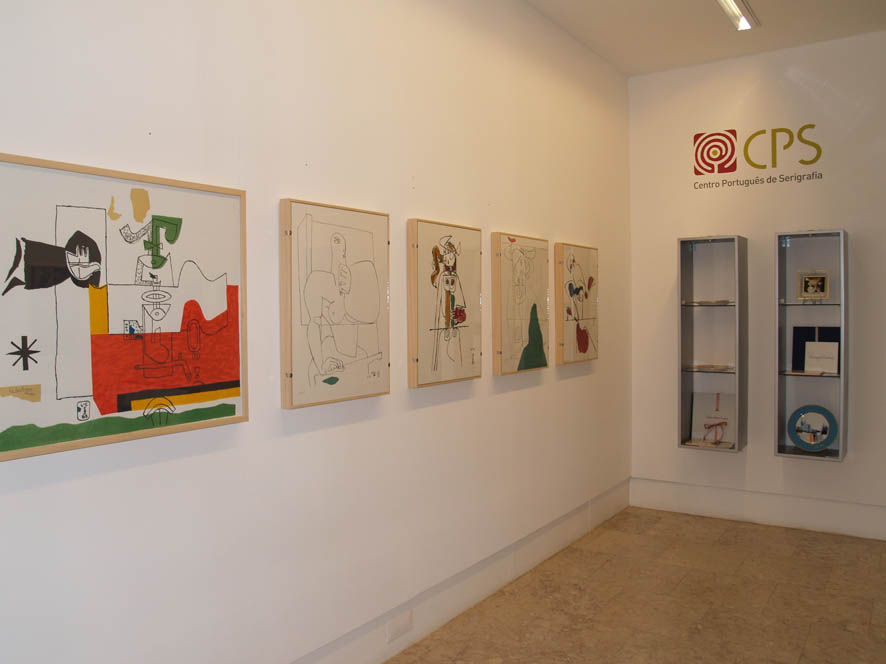
Exposição de LeCorbusier do CPS no CCB

- "Goa l'odeur couleur" de Júlio Resende no espaço CPS do CCB;[11]

### 2010
- "Cinecittà" de Mimmo Rotella na Galeria sede e nos espaços no CCB e nas Twin Towers do CPS e na Cinemateca Portuguesa;[30][31][32]

### 2011
- "Interior / Exterior" de Ciuco Gutierrez e Rafael Liaño na Galeria sede do CPS;[11][33]
- "A quinta fase da lua" de Joanna Latka e Jorge de Sousa Noronha no espaço CPS do CCB;[11]
- "Paisagem" de Saskia Moro no espaço CPS do CCB;[11]
- "FWET: POP STARS" de Carlos Barroco na Galeria sede do CPS;[11]
- "Porta-Aberta: Viagem pelo Processo Criativo" de vários artistas na Galeria sede do CPS;[11]

### 2012
- "fha'12" de vários artistas, centrada no espaço nas Twin Towers do CPS;[11]
- "Lisboa Revisitada" de José Pádua e Serrão Faria na Galeria sede do CPS;[11]
- "DáDá-ZEN" de Eurico Gonçalves no espaço CPS do CCB;[11]
- "Distant Friends" de Ana Ventura e Camila Engman no espaço CPS do CCB;[11]
- "Uma Nova Visão do Humano" de Antoni Tàpies no espaço CPS do CCB;[34]

### 2013
- "Encontros de Belgrado" de vários artistas no espaço CPS do CCB ;[11]

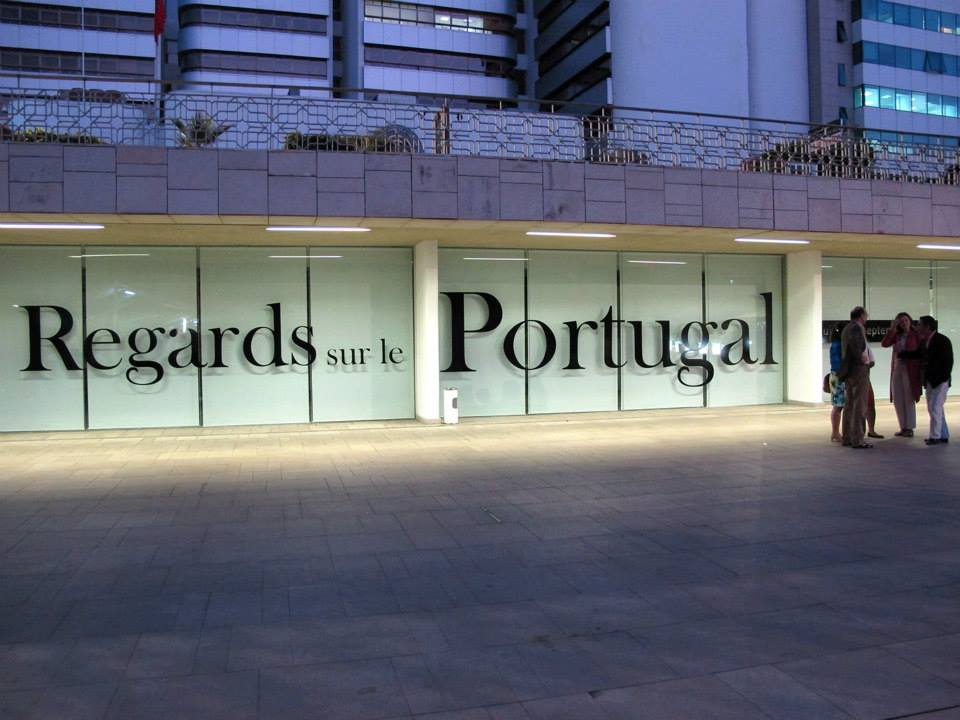
Exposição "Regards sur le Portugal" em Marrocos

- "De Arena Y Sal" de Saskia Moro no espaço CPS do CCB;[11]

- "Evolução, Um Novo Tipo de Arte" de Leonel Moura no espaço CPS do CCB;[11]
- "Provas Dadas - CPS", no Palácio Egipto, em Oeiras;[35]

### 2014
- "MAGMA" de Paulo Arraiano no espaço CPS do CCB;[11]
- "Regards sur le Portugal" no Espace Expression CDG em Rabat, Marrocos;
- "Tanta foi a Tormenta e a Vontade" de José de Guimarães no espaço CPS do CCB;[11]

### 2015ao
- "Foi no Mar que Aprendi" de Saskia Moro no espaço CPS do CCB;[11]
- "1/81" de Alexandre Farto aka Vhils, Ana João Romana, Miguel Januário, Paulo Arraiano, Pedro Matos, Ricardo Passaporte, Sandro Resende eSusana Anágua no Museu Do Côa em Vila Nova de Foz Côa comemorando os 30 anos do CPS[11], posteriormente apresentada em Bilbao no FIG 2015;[35]
- "A Realidade do Imaginário" no Mosteiro de Santa Clara-a-Velha e nos Museus de Aveiro, da Guarda, Francisco Tavares Proença Júnior, de José Malhoa, da Cerâmica e Joaquim Manso, inaugurando em simultâneo comemorando os 30 anos do CPS.[13][5]

### 2016
- "Whiiims - Caprichos por Rico Sequeira" de Rico Sequeira no espaço CPS do CCB;[11]Homenagem a Cruzeiro Seixas com a presença de Tomás Paredes, António Prates, Marcelo Rebelo de Sousa, Cruzeiro Seixas e Maria João Fernandes.

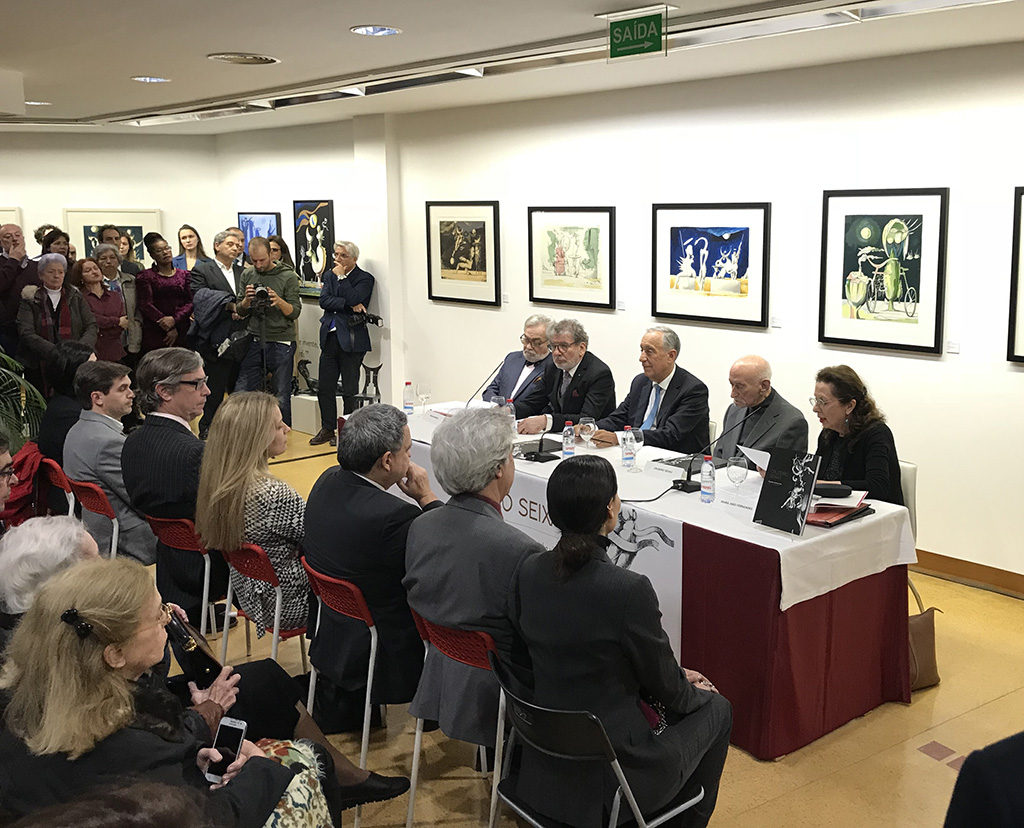
Homenagem a Cruzeiro Seixas com a presença de Tomás Paredes, António Prates, Marcelo Rebelo de Sousa, Cruzeiro Seixas e Maria João Fernandes.

- "High Level - Obra Gráfica Internacional" de Arnulf Rainer, Ilya Kabakov, Jan Voss, Jannis Kounellis, Jorg Immendorff, Joseph Beuys, Markus Lüpertz, Nam June Paik e Tony Cragg no espaço CPS do  CCB;[7][36]
- "A Melancolia das Sombras" de João Francisco Vilhena no espaço CPS do CCB;[11]
- "O Tempo das Imagens - edições recentes do Centro Português de Serigrafia" na Biblioteca Nacional de Portugal que inicia uma serie bienal de expoções em parceria com a mesma;[37]

### 2017
- Exposição de Paula Rego na Galeria sede do CPS.[38]
- "Papier Vivant" de Dominique Coffignier no espaço CPS do CCB;[11]
- "O poema do Mar" de Humberto Marçal no espaço CPS do CCB;[11]

### 2018
- "100 Gravuras de Dalí para "A Divina Comédia" de Dante - Edição Portuguesa de 1974" de Salvador Dalí no espaço CPS do CCB;[11]
- "Homenagem a Cruzeiro Seixas" de Cruzeiro Seixas na Galeria sede do CPS com a especial homenagem do Presidente da República Marcelo Rebelo de Sousa na inauguração.[39][40][41]
- "O Tempo das Imagens II - Obra gráfica do Centro Português de Serigrafia" na Biblioteca Nacional de Portugal;[42]

### 2019
- "Puentes y Visiones" de Juan Sebastián Carnero no espaço CPS do CCB;[11]
- "Alcántara Pintor e Escultor" e "Alcántara Gravador" de Andrés Alcántara em parceria com a Galeria António Prates no espaço da Galeria e no espaço da sede do CPS;[11]
- "Álvaro Lapa - Obra Gráfica" no espaço CPS do CCB;[11]
- Exposição relativa ao Prémio Millenium BCP Arte Jovem 2019 na galeria sede do CPS;[11]

### 2020
- "Exaltação da Natureza - Diálogos com a Gravura" de Humberto Marçal na galeria sede do CPS;[11]
- "O Tempo das Imagens III - 35 anos do Centro Português de Serigrafia" na Biblioteca Nacional de Portugal;[11]
- "Diálogo Criativo - Edições do Centro Português de Serigrafia" no Centro Cultural de Macedo de Cavaleiros;[11]

### 2021
- "Desenhos na Areia" de José de Guimarães no espaço CPS do CCB;[11]
- "Manicómio X CPS: Imitação da Existência" de Cláudia R. Sampaio, Joana Ramalho, Bráulio, Zé dos Castelos no espaço CPS do CCB em parceira com o projeto artístico MANICÓMIO sediado no Centro Hospitalar Psiquiátrico de Lisboa;[11]
- "Cápsula do Tempo: Edições do Centro Português de Serigrafia" no Centro Cultural de Lagos;[11]
- "A Melancolia das Imagens" de João Francisco Vilhena no espaço CPS do CCB;[11]

### 2022
- "Sou Eu" de Sofia Areal no espaço CPS do CCB;[11]
- "Still Free 44" de Francisco Vidal no espaço CPS do CCB;[11]
- "Le Jardin Circonflexe" de Xavier Vilató no na sede do CPS e no seu espaço do CCB;[11]
- "A Arte faz bem à Saúde" em parceria com a Associação Amigas do Peito no Hospital de Santa Maria;[11]
- "Cabinet do Colecionador" no espaço CPS do CCB;[11]

### 2023
- "O Tempo das Imagens IV - Edições Recentes do Centro Português de Serigrafia" na Biblioteca Nacional de Portugal;[11]
- "Luz na Água / Water Light" de Abreu Pessegueiro no espaço CPS do CCB;[11]
- "Pinto como respiro, amo como vivo" de Silva Palmeira no espaço CPS do CCB;[11]
- "Fascínios da Forma e Sortilégios da Cor" de João Galrão no espaço CPS do CCB;[11]
- "Corpus Hermeticum de Luz" de Mário Vitória no espaço CPS do CCB;[11]
- "Paisagens Efémeras" de Engrácia Cardoso e Rui Gaio no espaço CPS do CCB;[11]

## Lojas e Representantes

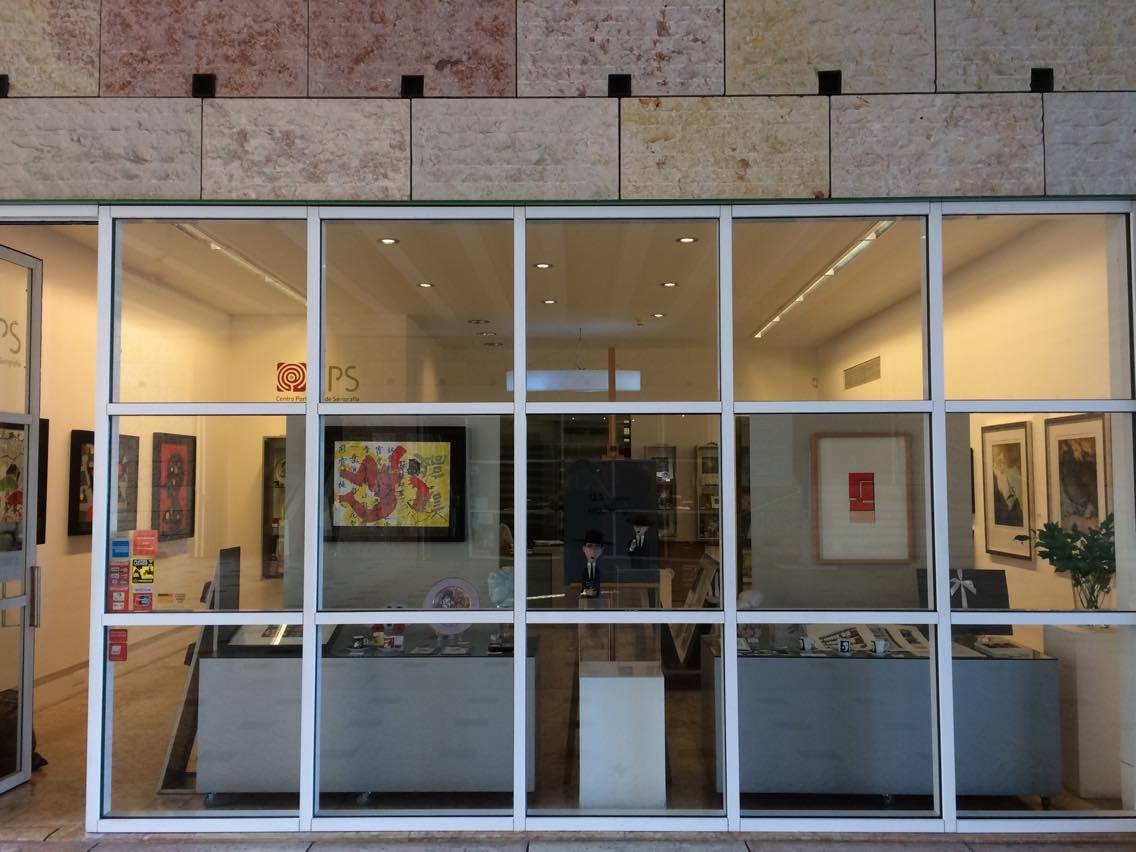
Loja do CPS no CCB

- 1985 – Abertura do CPS com uma loja no 5º andar do número 25 da Avenida Conselheiro Fernando Sousa, Lisboa, tendo sido posteriormente realocada para a Rua do Machadinho;
- 1990 – Abertura da loja do CPS na Rua do Machadinho, número 1, Lisboa, partilhando o espaço com a Galeria de São Bento, encerrando com a abertura da sede em 2000;
- 1993 – Início da relação com a Rui Alberto Galeria (então ainda chamada "Espaço de Arte"), no Porto como representante do CPS na área do Porto, ainda hoje ativa;
- 2000 – Abertura da sede na Rua dos Industriais, nº6, em Santos, Lisboa, estando ainda hoje em funcionamento;
- 2001 – Abertura da loja no Centro Comercial Picoas Plaza, mais central e com maior facilidade de acessos, tendo esta mais tarde sido realocada para o CCB;
- 2002 – Abertura da loja nas Galerias Twin Towers, onde permaneceu até ao encerramento das galerias, em 2012.
- 2008 – Abertura do espaço no CCB com exposição de Salvador Dalí, ainda em funcionamento, por realocação da loja no Centro Comercial Picoas Plaza;[10]
- 2015 – Abertura da loja online no website www.cps.pt.

## Prémios

### 2005
- “Prémio Melhor Galeria presente na Estampa 2005” (Feira Internacional de Obra Gráfica Contemporânea, Madrid), atribuído pela AMCA (Associação Madrilena de Críticos de Arte), entre 95 galerias de 14 países;[43]

### 2006
- “Prémio Melhores Gravuras presentes na Estampa 2006” (Feira Internacional de Obra Gráfica Contemporânea, Madrid) atribuído às edições de gravura de Andrés Alcántara pela AMCA (Associação Madrilena de Críticos de Arte);[44]

### 2007
- "Grande Prémio dos Trabalhos a Mais de Quatro Cores, Papies’07” atribuído à serigrafia “Abraço de Anjos” de Helena Abreu;

### 2008
- “Menção Honrosa Fine Papers, Papies’08” atribuído à serigrafia e colagem de Ana Ventura;
- “Grande Prémio Fine Papers, Papies’08” atribuído à edição de gravura “Renascer das Cinzas” de Humberto Marçal;

### 2009
- “Prémio Prestige EPSON”, 4º Salão Pró-Digit@l, FIL, Lisboa;[45]

### 2010
- “Prémio Pixel”, 5º Salão Pró-Digit@l, FIL, Lisboa;
- “Menção Honrosa Fine Papers, Papies’10” atribuído à edição de gravura “O Passeio das Almas” de Gabriel Garcia;
- “Grande Prémio Fine Papers, Papies’10” atribuído à edição de gravura “Questões Intemporais ” de José Faria;

### 2011
- “Menção Honrosa Fine Papers, Papies’11” atribuído à edição de gravura “O Meu Império é num País Distante” de Gabriel Garcia;

### 2012
- “Grande Prémio Fine Papers, Papies’12” atribuído à edição de serigrafia com colagem e intervenção com stencil “I’ve Been Here” de Manuel D’Olivares;
- “Grande Prémio Fine Papers, Papies’12” atribuído à edição de gravura “A Partida do Último Contribuinte” de José Faria;

### 2013
- “Grande Prémio Fine Papers, Papies’13” atribuído à edição de gravura “Magnólia” de Michel Pelloille;

### 2014
- “Menção Honrosa Fine Papers, Papies’14” atribuído à edição de serigrafia “Série em Três” de Sofia Areal;

### 2015
- “Menção Honrosa Fine Papers, Papies’15” atribuído à edição de serigrafia “Foi Tanta a Tormenta e a Vontade” de José de Guimarães;

### 2016
- “Grande Prémio Fine Papers, Papies’16” atribuído à edição de xilogravura e serigrafia “Amazonas” de Pavel Grebenjuk;
- “Grande Prémio Fine Papers, Papies’16” atribuído à edição de gravura e serigrafia “S/Título” de Ricardo Passaporte;

### 2018
- “Menção Honrosa Fine Papers, Papies’18” atribuído à edição de serigrafia “Camões e Dinamene” de José de Guimarães;
- “Grande Prémio Fine Papers, Papies’18” atribuído à edição de serigrafia “S/Título” de Marisa Ferreira.